# Liste der türkischen Botschafter in Südafrika
Die Botschaft der Türkei in Südafrika befindet sich in Pretoria.
| Ernannt / Akkreditiert: | Botschafter             | Bemerkungen | Regierung in der Türkei | Regierung in Südafrika | Posten verlassen |
| ----------------------- | ----------------------- | ----------- | ----------------------- | ---------------------- | ---------------- |
| 29. März 1994           | Sami Cansen Onaran      |             | Tansu Çiller            | Nelson Mandela         | 29. Nov. 1995    |
| 29. Nov. 1995           | Kutlu Özgüvenç          |             | Tansu Çiller            | Nelson Mandela         | 29. März 1998    |
| 29. Mai 1998            | Burhan Ant              |             | Mesut Yılmaz            | Nelson Mandela         | 29. Juni 2000    |
| 29. Juni 2000           | Selim Sermet Atacanlı   |             | Bülent Ecevit           | Thabo Mbeki            | 29. März 2003    |
| 29. Okt. 2003           | Ferhat Ataman           |             | Recep Tayyip Erdoğan    | Thabo Mbeki            | 29. März 2008    |
| 29. Apr. 2008           | Can Altan               |             | Recep Tayyip Erdoğan    | Kgalema Motlanthe      | 29. Juni 2010    |
| 15. Juli 2010           | Ahmet Vakur Gökdenizler |             | Recep Tayyip Erdoğan    | Jacob Zuma             | 19. Aug. 2012    |
| 6. Sep. 2012            | Kaan Esener             |             | Recep Tayyip Erdoğan    | Jacob Zuma             |                  |